# Hafendeckelturm

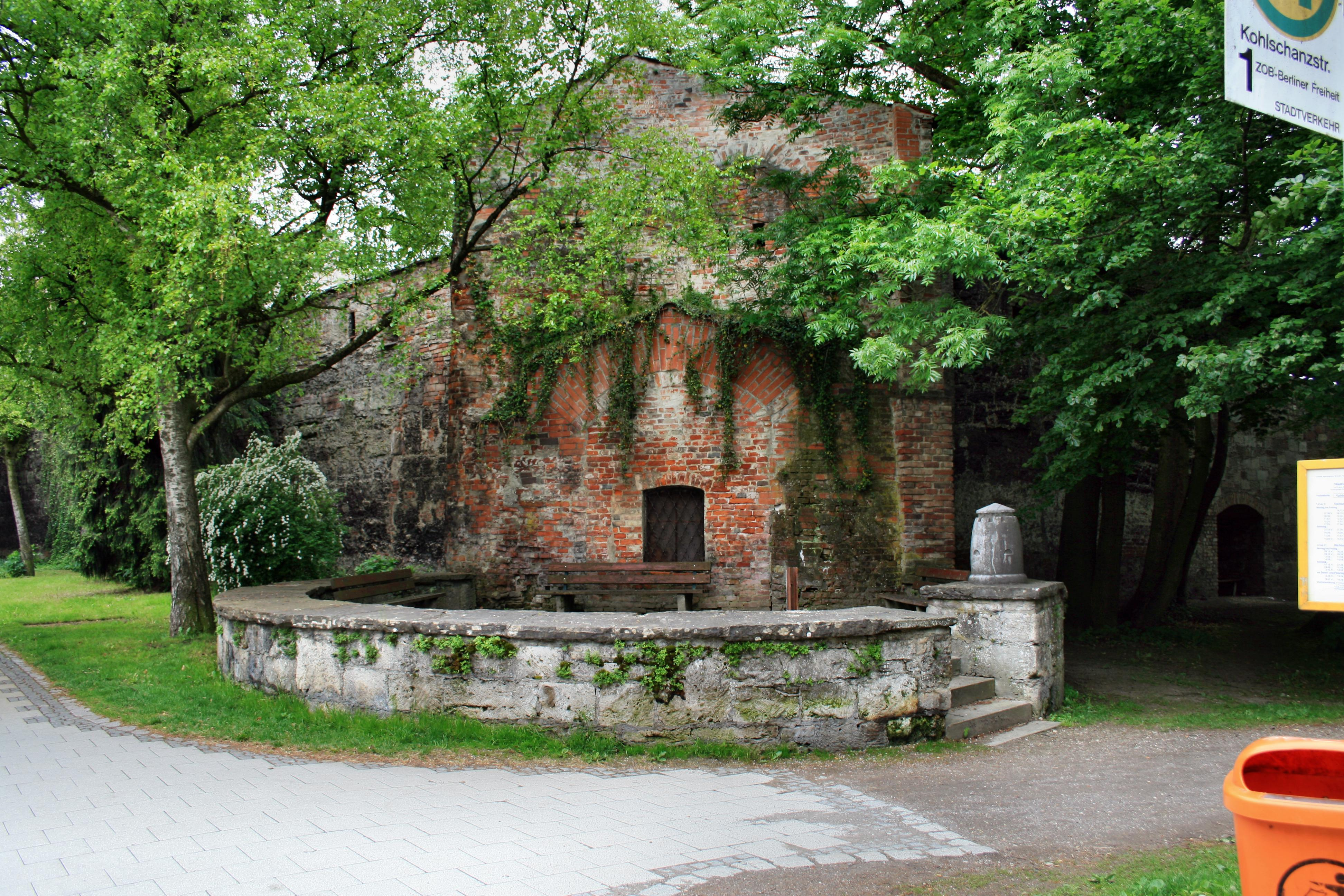
Der Rest des Hafendeckelturms

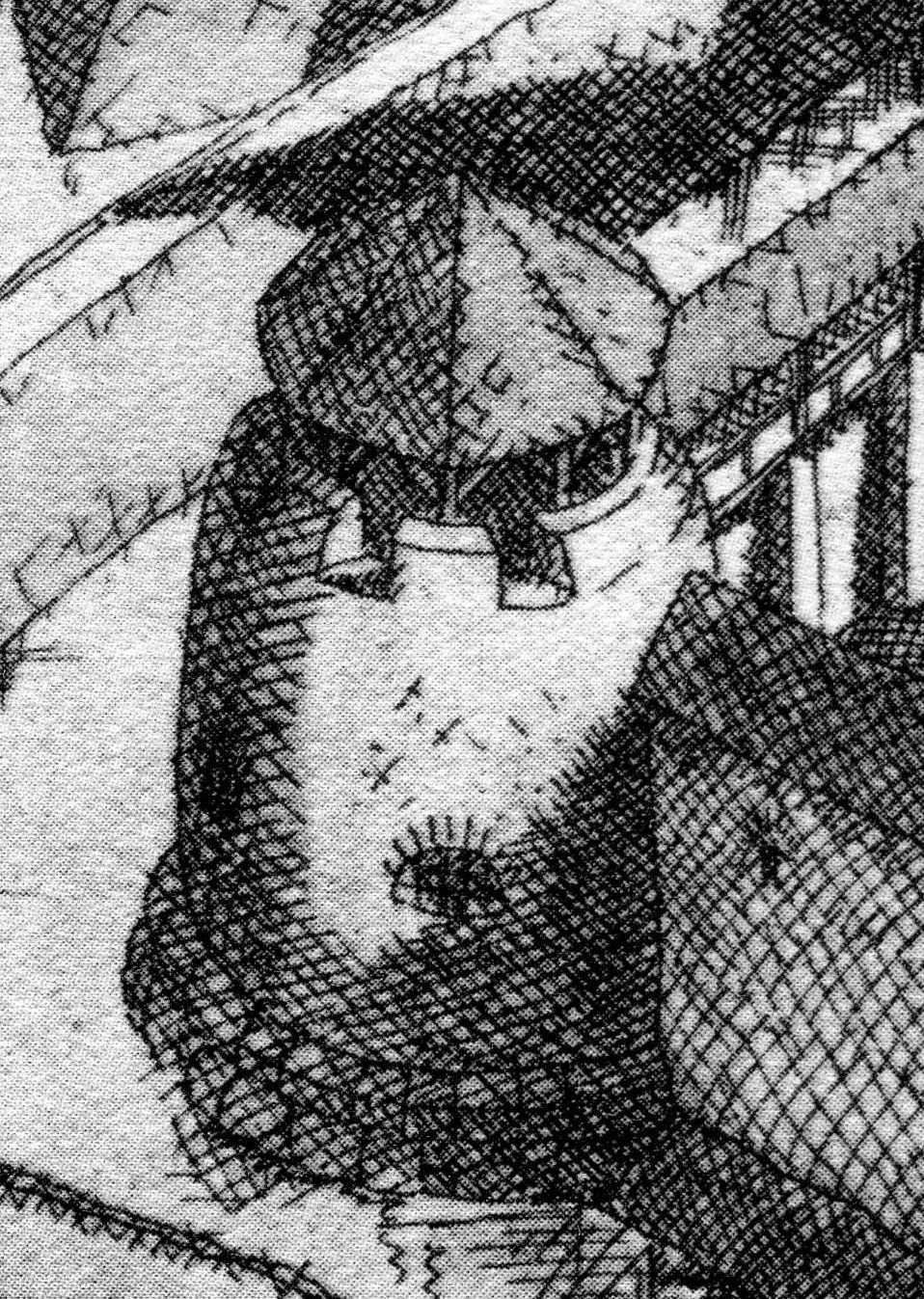
Der Hafendeckelturm vor seinem Abbruch

Der Hafendeckelturm war ein Verteidigungsturm der oberschwäbischen Stadt Memmingen.

## Lage
Der Turm stand an der Nordostecke der Altstadt zwischen dem Kalchtor und dem Hexenturm.

## Aussehen
Der Turm bestand im Unterbau aus Tuffstein und im Oberbau aus Backsteinen. Er hatte eine runde Form und ein flaches, mit Ziegeln gedecktes Dach. An ihm führte der noch erhaltene Wehrgang zum Kalchtor vorbei.

## Geschichte
Der Turm stammte aus der zweiten Stadterweiterung im 14. Jahrhundert. 1806 musste er auf Verlangen der Franzosen abgebrochen werden. Seinen Namen verdankte er dem für Schwaben untypischen flachen Dach. An den Turm, von dem nur die Grundmauern erhalten sind, erinnert eine Steinskulptur.